# Evidencia (Asimov)
Evidencia (Evidence, en inglés) es un cuento o relato corto de ciencia ficción escrito por Isaac Asimov. Fue publicado en el ejemplar de septiembre de 1946 de la revista Astounding Science Fiction y reimpreso en las colecciones Yo, Robot (1950), The Complete Robot (1982), y Visiones de robot ✍ (1990).

## Argumento
Stephen Byerley es un exitoso abogado humanitario que nunca va tras la pena de muerte. Trabaja en gran parte de la ciudad de Nueva York, pero Francis Quinn clama que Byerley es un robot humanoide, que es una máquina construida para parecer humano. Siendo esto cierto, el complejo Frankenstein arruinaría la campaña de Byerley, porque solo a seres humanos les está permitido asumir estos puestos. Quinn se acerca a la corporación Robots y Hombres Mecánicos de EE.UU. (U.S. Robots and Mechanical Men), la única fuente del mundo de cerebros robóticos positrónicos, e intenta persuadirlos de que Byerley debe ser un robot, debido a que nadie lo ha visto comer o dormir, como aseguraba.
Todos los intentos de probar o desaprobar la humanidad de Byerley fallaron. Visitó las oficinas de Robots EE.UU., donde la jefa robopsicóloga Susan Calvin le ofrece una manzana, que Byerley muerde sin probar nada, debido a que, como R. Daneel Olivaw, debió estar diseñado con un estómago de emergencia. Quinn intenta tomarle fotos clandestinas de rayos X, pero Byerley usa un dispositivo que ciega la cámara. A través de todas estas investigaciones, Byerley permanece en calma y sonriente, señalando que está manteniendo sus derechos civiles, como lo haría por los demás si fuera elegido.
Una vez que todos los medios físicos se habían empleado, Susan Calvin indica que deben ir al lado psicológico. Si Byerley es un robot, debe obedecer las Tres Leyes de la Robótica. Si Byerley violara las leyes sería claramente un humano, debido a que ningún robot puede contradecirlas; está en su programación básica. Sin embargo, si Byerley obedece las leyes, todavía no probaría que es un robot, porque las leyes fueron inventadas con base en la moralidad. "Debe de ser simplemente un buen hombre", observaba la Dra. Calvin.
Irónicamente, para probar que es humano, Byerley debe demostrar que es capaz de lastimar a un humano (esta sátira indirecta es característica de las historias más políticas de Asimov; otro ejemplo principal es "El método marciano" y su ataque al McCarthismo). 
Byerley nunca confirma o niega su condición carne-y-hueso y deja que la campaña siga en pie. Mientras está dando un discurso, un bromista aparece en escena y pide que le golpeen en la cara, a lo que Byerley obedece y lo hace. Mucha gente se convence de que es humano, y el escándalo emocional destruye la campaña de Quinn. Byerley gana las elecciones sin posteriores dificultades.
En la escena final, Susan Calvin enfrenta a Byerley, quien de nuevo está despierto muy tarde por la noche. Dice que está un poco sentida de que Byerley resultara ser un humano, porque después de todo, un robot sería la autoridad ideal, siendo incapaz de la crueldad o la injusticia. Casi con voz desgarradora, no como es ella comúnmente, la Dra. Calvin nota que hay un caso, "sólo uno", en el que un robot no siga la Primera Ley: Cuando quien es lastimado es otro robot humanoide. Esto implica que el bromista que Byerley golpeó podría haber sido otro robot, y si era el caso, Byerley no habría roto la Primera Ley, dejando la pregunta acerca de esta humanidad abierta. Al final, la Dra. Calvin nota que Byerley tenía su cuerpo atomizado desde su "muerte", llevándose cualquier evidencia en ambos lados.
Varias escenas antes se dispersaban a través de la historia, en la que Byerley conoce a su antiguo "maestro", tomando nuevo significado. 
Mientras deja a Byerley, la Dra. Calvin promete votar por él cuando vaya por el cargo nacional. La historia "El conflicto evitable" de Asimov revela que prospera en la política, convirtiéndose en cabeza del gobierno planetario.
- Datos: Q778683